# Eric Drooker
Eric Drooker (New York, 1958) è un pittore statunitense, romanziere grafico e illustratore.

## Biografia
Drooker crebbe a Manhattan, a Stuyvesant Town, relativamente vicino al Lower East Side, che era allora un quartiere operaio di immigrati con una tradizione di sinistra nonché di attivismo politico. Drooker sviluppò un precoce interesse per le arti grafiche e i cartoni animati, in particolare i romanzi a xilografia di Frans Masereel e Lynd Ward e il fumetto underground di Robert Crumb.
Dopo aver studiato scultura alla Cooper Union, Drooker si indirizzò verso l'arte dei poster, la creazione di volantini su questioni politiche locali, mentre lavorava come coordinatore degli inquilini.
Le sue immagini, fatte in un sorprendente bianco e nero che ricorda lo stile di Masereel e di altri illustratori espressionisti degli anni 1930, sono state ampiamente copiate e riutilizzate da altri, a volte per fini estranei, come la pubblicizzazione di concerti, e furono popolari al punto tale che avrebbero potuto garantirgli quantomeno un piccolo reddito qualora le avesse vendute per strada.
Durante gli anni 1980, il pensiero di Drooker fu ulteriormente radicalizzato dalla sua esperienza con la polizia, a causa delle azioni contro gli occupanti nell'area in rapida gentrificazione di Tompkins Square Park e dell'intolleranza crescente nei confronti degli artisti di strada e dei musicisti senza licenza.
Il suo dipinto Native New York inspirò la poesia di Lawrence Ferlinghetti Poem # 7 presente nel volume A Far Rockaway of the Heart.

## Opere
- Flood!: una storia di immagini (Flood! A Novel in Pictures, 1992), Terni, Lexy, 2002
- Illuminated Poems con Allen Ginsberg (1992)
- Street Posters and Ballads (1998)
- Blood Song: A Silent Ballad (2002)
- Slingshot: 32 Postcards (2008)
- Howl: A Graphic Novel con Allen Ginsberg (2010)

## Premi e riconoscimenti
- American Book Awards: 1994 vincitore con Flood!: una storia di immagini[1]